# Wimmer
Wimmer is een Duits historisch merk van hulpmotoren en motorfietsen.
De bedrijfsnaam was B. Wimmer & Sohn, later Otto Wimmer, Motorenfabrik, Sulzbach am Inn (1923-1939).
Wimmer was een Duits bedrijf dat produceerde van 1923 tot 1939. Het maakte aanvankelijk alleen 134 cc clip-on motoren, maar later ook 137- en 172 cc kopklepmotorfietsen met eigen, soms watergekoelde motoren.
Vanaf 1928 werden zwaardere kopkleppers van 198- en 247 cc gebouwd, later zelfs 299- en 497 cc-modellen. Er kwamen ook 346- en 499 cc zij- en kopkleppers met Bark-eencilindermotoren en een 198 cc Bark-tweetakt.

## Motorfietsracen
Al vóór 1925 gebruikte de Duitse motorcoureur Arthur Geiss een watergekoelde Wimmer 175 cc motorfiets om te racen. Deze had hij van vrienden te leen gekregen. Later won hij met een 120cc DKW de "Deutschlandrundfahrt" en daarvoor kreeg hij een geldprijs en van DKW kreeg hij de motorfiets. Die verkocht hij om opnieuw een 175cc Wimmer te kopen.